# Kronskygghet

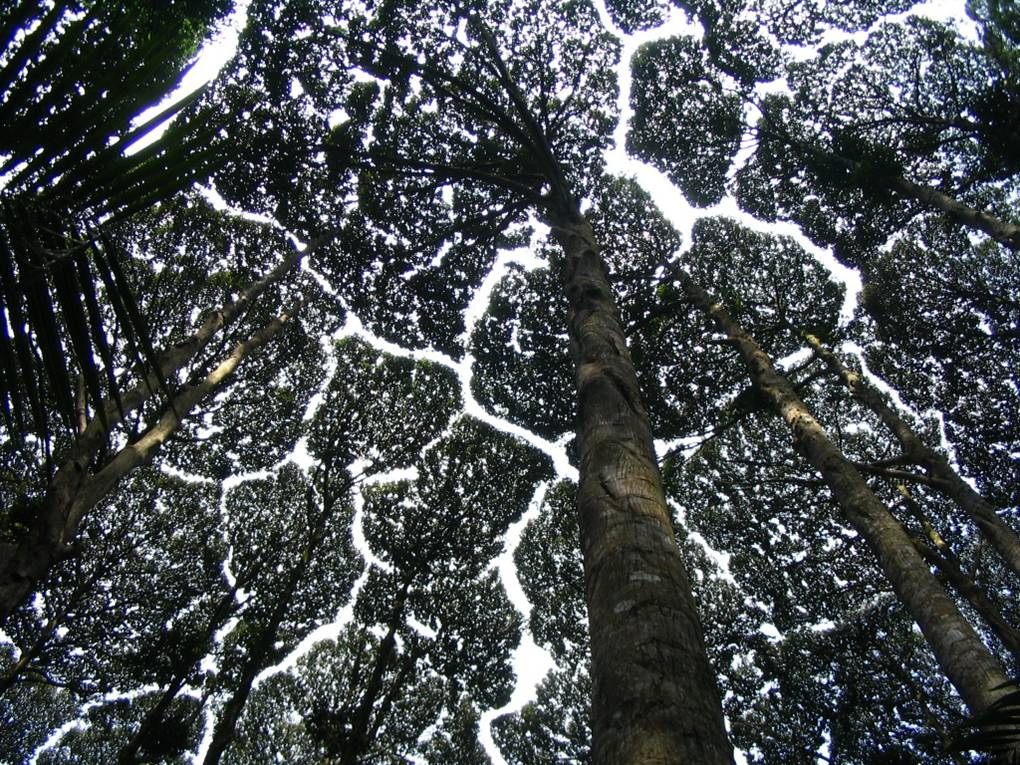
Trädkronan hos D. aromatica vid Forest Research Institute Malaysia visar kronskygghet.

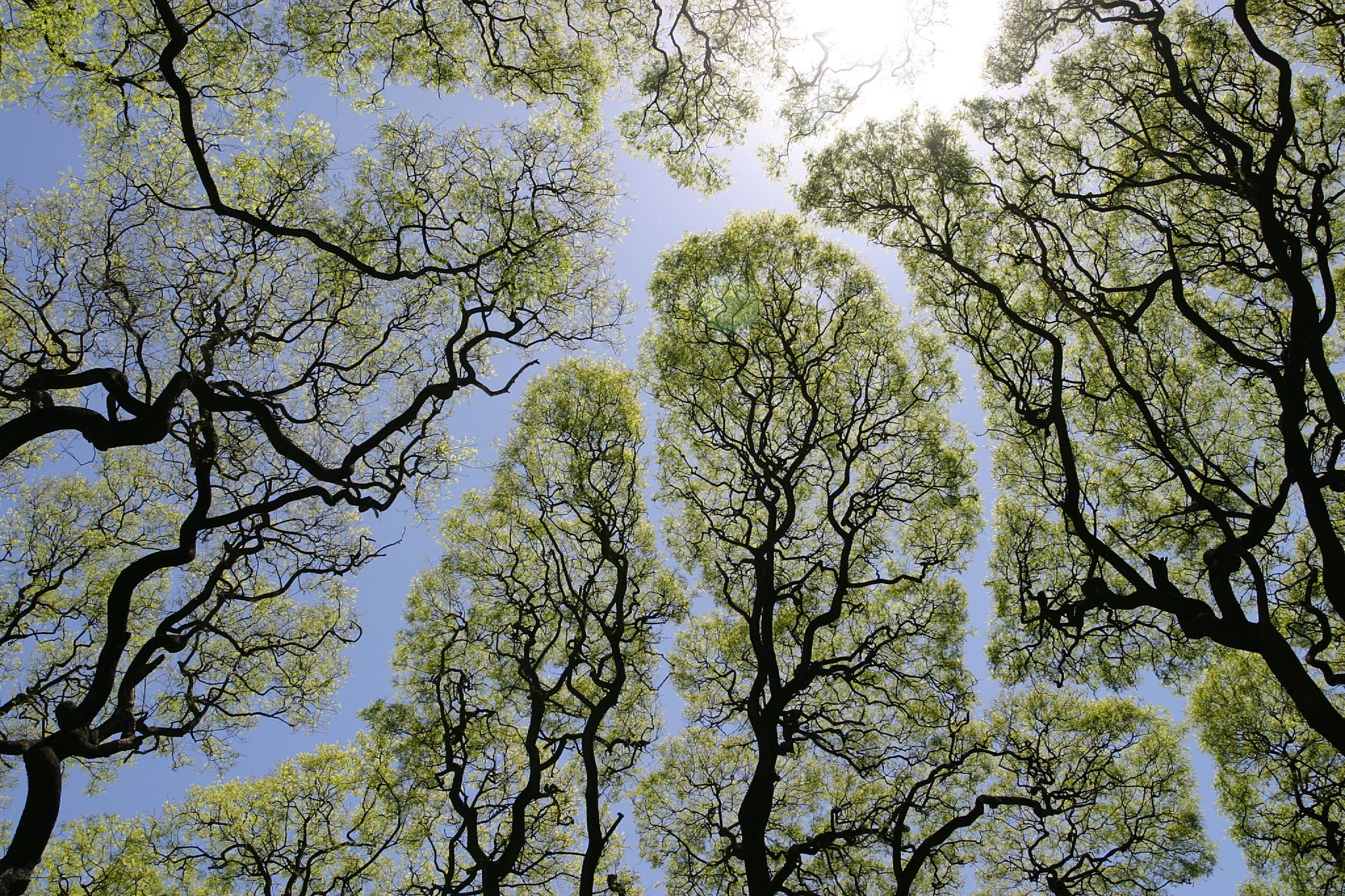
Träd på Plaza San Martín (Buenos Aires), Argentina.

Kronskygghet är ett fenomen som observeras hos vissa trädarter, där kronorna på välfyllda träd inte berör varandra och bildar ett krontak med kanalliknande springor. Fenomenet är vanligast bland träd av samma art, men det förekommer även mellan träd av olika arter. Det finns många hypoteser som pratar om kronskygghet som ett adaptivt beteende, och forskning tyder på att det kan hämma spridningen av bladätande insektslarver.